# いしき蒼太
いしき蒼太（いしき そうた）は、日本の小説家。monogatary.com、カクヨム、pixiv、エブリスタなどに作品を掲載している。

## 人物
2017年頃から執筆活動を始めた。普段はYouTube上でボーカロイド曲や「歌ってみた」動画を聴いている。小説を執筆する際には可能な限り音を排除して執筆しているものの、偶に聞き慣れているような音楽をループ再生で聴いていることもあると話している。

## 作品

### 隕石が降ってくると知って僕は、薬を創り始めたけれど
2018年にカクヨムに『隕石が降ってくると知って僕は、薬を創り始めたけれど』というタイトルの1話完結の恋愛オリジナル小説を投稿。本作では声の出せない少女と男の関係を描いている。また、本作はLisPon×カクヨム “最後の5分間” 小説×朗読コラボレーション・コンテスト応募作品として投稿されたものである。

### 夢の雫と星の花
小説『夢の雫と星の花』は2019年9月5日の1日のうちにプロローグ、第1章〜第5章、エピローグまでmonogatary.comに投稿され、2020年7月には作画：kancoにより漫画化された。同作でいしき蒼太はモノコン2019のソニーミュージック賞を受賞している。

## メディアリミックス
小説『夢の雫と星の花』は、YOASOBIの楽曲『あの夢をなぞって』の原作となった。同作品は2020年9月に刊行された『夜に駆ける YOASOBI小説集』に『タナトスの誘惑』『たぶん』『世界の終わりと、さよならのうた』とともに収録され、書籍化された。
2021年2月にはkancoが作画を務める形で『夢の雫と星の花』がコミカライズされている。